# Champdivers
Champdivers – miejscowość i gmina we Francji, w regionie Burgundia-Franche-Comté, w departamencie Jura.
Według danych na rok 1990 gminę zamieszkiwały 403 osoby, a gęstość zaludnienia wynosiła 54 osoby/km² (wśród 1786 gmin Franche-Comté Champdivers plasuje się na 375. miejscu pod względem liczby ludności, natomiast pod względem powierzchni na miejscu 607.).